# 안세이 에도 지진
안세이 에도 지진(安政江戸地震)은 에도 시대 후기인 1855년 (안세이 2년) 11월 11일(음력 10월 2일) 밤 10시 즈음 간토 지방 남부에 발생한 규모 M6.9의 대지진이다. 다른 안세이 시대에 발생한 지진과 함께 묶어 특별하게 안세이 대지진(安政の大地震)으로 불리기도 한다. 또한 이 지진의 피해는 1923년의 간토 대지진과 구별하기 위하여 1855년 간토 대지진이라고 부르기도 한다. 미나미칸토 직하지진의 일종이다.

## 지진 개요

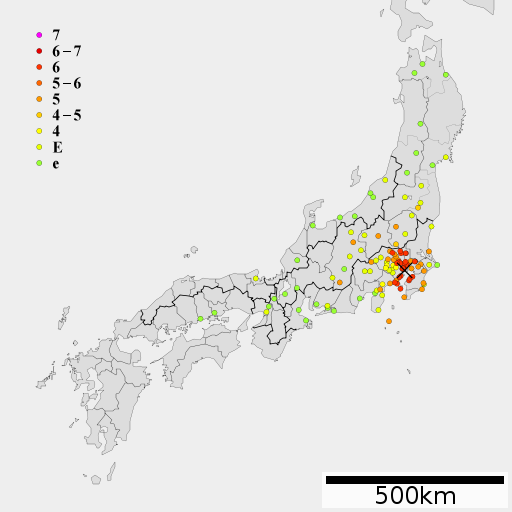
안세이 에도 지진 당시 일본 전역에서 느낀 것으로 추정되는 진도 분포.

에도 내 스미다강 동쪽(현 고토구)에서 가장 강한 흔들림을 느꼈다. 스미다강과 에도가와강 사이 낀 충적지대가 흔들림을 증폭시킨 것으로 추정된다. 진도6 이상의 흔들림을 느꼈을 것으로 추정되는 지역은 에도 일부 지역으로 한정되었으나, 진도4 이상의 흔들림을 느꼈을 것으로 추정되는 지역은 도호쿠 지방 남부에서 도카이 지방까지 영역이다.
근대적인 지진 관측이 이뤄지기 전에 일어난 역사지진이기 때문에 진원이나 지진 발생 구조에 대한 다양한 학설이 존재하는데, 일본 각지의 지진피해 자료 및 전조 현상 기록을 통해 북아메리카판 내부 지각 지진(대륙판 내 지진)이라는 설, 북아메리카판 아래로 섭입하는 필리핀해판 사이 지역에서 일어난 판 경계간 지진이라는 설, 필리핀해판 내부의 슬래브 내 지진이라는 설, 북아메리카 판 아래로 섭입하는 태평양판 사이 지역에서 일어난 판 경계간 지진이라는 설 등이 있다. 진원지는 도쿄만 북부, 아라카와강 하구, 지바현 서북부 등 다양한 설이 있다.
진원 깊이에 대해서도 여러 가지 설이 존재하는데, 깊이 40km 미만의 얉은 지역에서 일어난 규모 M6.9의 지진이라는 설, 필리핀해판 상부에서 일어난 판 경계형 지진으로 깊이가 매우 얉다는 설, 고기록에 나타난 초기 미동이 약 10초가량 되었다는 점으로 깊이가 100km 가까이 된다는 설 등이 존재한다.
2007년 연구 결과에서는 도쿄만 북부의 이치카와시 부근 깊이 70km 지점에 있는 침강한 필리핀해판과 연관이 있는 것으로 추정된다.
도호쿠 및 신에쓰 북부까지 진도 분포를 넓혀 계산한 결과 필리핀해판 내부 지진인 2005년 지바현 서북부 지진(깊이 76km, 규모 M6)과 유사점이 크며 같은 지진의 깊이를 60km로 해 시뮬레이션 했을 때 스미다강 하구 인근의 활단층을 진원으로 했을 때 일어나는 간토 각지의 진도 분포 어긋남이 해결되고 문헌상과 거의 비슷한 진도 분포가 나온다는 연구 결과가 있다.

## 규모 추정
1951년 히로시 교수는 현 도쿄 아다치구 근처를 진원으로 잡고 Mk=4로 계산했을 때 규모가 대략 M6.9가 된다고 추정했다. 2003년 우사미 교수는 M7.0-7.1 정도라고 추정했다. 2001년 히키다 교수는 강진동 시뮬레이션을 통해 규모가 M7.4 정도라고 추정했다.

## 피해
에도 막부 말기 시절에 일어난 지진이라 다른 역사지진에 비해 기록이 매우 많이 남아 있다. 다음은 일본 각지에서 느낀 추정 진도 기록이다.
| 가도                                                                     | 추정 진도 |
| ------------------------------------------------------------------------ | --- |
| 기나이                                                                   | 교토(e), 이케다(e), 오사카(E) |
| 무사시국                                                                 | 한조몬(6), 요쓰야(6), 오가와마치(6), 다이묘코지(6), 간다(6), 유시마(6), 산다(6), 쓰키지(6), 가메아리(6), 오야타(6), 미쓰미네(E), 오메(4), 이쓰카이치(4), 하치오지(E), 히노(E), 다나시(4), 오노지(E), 소카(6), 히코이토(6), 고시가야(5), 도코로자와(4), 지치부(E), 고제토(E), 모로야마(5), 가와고에(5), 시키(6), 와라비(6), 우라와(6), 오미야(5), 오케가와(5), 고노스(5), 후키아게(6), 구마가야(5), 삿테(6), 구리하(6), 쓰루미(6), 가나가와(6)                                                                           |
| 도카이도                                                                 | 다카하기(E), 가미이즈시마(6), 미무라(6), 오노(5), 조시(e), 가부라기(E), 후카와(6), 후사(6), 아비코(5), 마쓰도(6), 사쿠라(5), 나리타(5), 나루토(5), 헤타(5), 와카야마(E), 가쓰우라(5), 보소진야(5), 기라사즈(6), 소데가우라(6), 쓰루마키(6), 사기누마(5), 가미미야다(6), 자이모쿠자(6), 도쓰카(5) - 후지사와(6) - 히라쓰카(5), 가미미조(5), 가쓰누마(E), 고후(E), 자엔(E), 하코네(5), 아시가라(4), 아지로(E), 시모다(E), 니지마섬(5), 누마즈(e), 후추(e), 아라이(e), 도요카와(E), 도요하시(e), 니시오(e), 쓰(e), 이세(e) |
| 도산도                                                                   | 하치노헤(e), 아오모리(e), 히로사키(e), 요코테(e), 오이시다(e), 나가이(e), 이시노마키(E), 센다이(e), 후쿠시마(E), 아이즈(S), 모리야마(S), 야부키(4-5), 나스(E), 우쓰노미야(E), 닛코(5), 덴메이(4-5), 아카시로(5), 나가이(E), 나가노(E), 우에다(5), 우스다(E), 스와(E), 고마가네(e), 마고메(E), 게조(e), 가미이시즈(e), 오미하치만(e) |
| 호쿠리쿠도                                                               | 시바타(E), 오코즈(e), 쓰케(e), 우마야(e), 이토이가와(e), 히미(e), 오노(e) |
| 산인도                                                                   | 미야즈(E) |
| 산요도                                                                   | 오카야마(e), 가사오카(e) |
| S: 강한 지진(≧4), E: 대지진(≧4), M: 중규모 지진(2-3), e: 소규모 지진(≦3) | |

피해 지역은 에도를 중심으로 한 간토평야 남부 지역으로 국한되었으나 대도시인 에도의 피해는 극심했다. 지진 피해는 연약 지반인 충적층의 두께에 비례했는데 무사시노 고원이 있는 야마테 지역이나 매몰된 충적 고원이 바로 지표 아래에 있는 니혼바시 지구 대부분 및 긴자 지역은 번주나 지주 집이 반파에서 그치는 등 진도 5강 정도의 흔들림이 느껴져 피해가 적었으나 시타마치, 특히 간척한지 얼마 되지 않은 스미다강 동쪽의 후쿠가와나 아사쿠사의 요시와라 지역은 진도 6약 이상의 흔들림이 느껴졌으며 피해도 매우 컸다. 또한 히비야에서 황거외원, 오테마치, 간다진보초 등 저지대 습지를 매립한 지역도 번주 집이 완전 붕괴된 기록이 남아있는 등 피해가 매우 컸으며 진도 6약 이상의 흔들림이 있던 것으로 추정된다. 또한 후쿠이현 및 오사카부 일부 지역에서도 진도 4-5 정도의 흔들림이 있던 지역이 있어 이상진역 현상이 있던 것으로 추정된다.
고이시카와의 미카와번의 저택도 붕괴되었으며 미토번주인 도쿠가와 나리아키의 심복이자 '미토의 료타'라고 불렸던 도다 주우다유, 후지타 도코 등이 사망해싿. 또한 나리아키의 사위인 모리오카번의 번주 난부 도시히사도 부상을 입었다. 지도자를 잃은 미토번은 내부 항쟁이 격화되었으며 이는 안세이 7년(1860년) 사쿠라다문 밖의 변으로 이어졌다.
에도성과 막부 수뇌부의 여러 저택들도 큰 피해를 입어 정이대장군 도쿠가와 이에사다 가문들은 일시적으로 후키아게 교엔으로 피난을 갔다. 에도 막부는 전년도의 안세이 도카이/난카이 지진으로 인한 각 번의 부흥 자금 대출, 복구 사업 지출과 지진 피해를 입은 무사 및 고위층 피해자 지원 등으로 인한 막대한 자금 소모로 에도 시중의 부흥을 위해 고리대 지출이 끼어 에도 막부 말기 혼란한 상황에 에도 지진으로 재정 악화가 심화되었다.

### 사상자
각 마을별 사망자는 음력 10월 6일 막부에서 처음 공식 조사로 보고된 수치로 4,394명이었다. 10월 중순 2차 조사에서는 4,741명 사망, 붕괴 가옥 14,346채로 보고되었으며 사원령 지역, 보다 넓은 주택을 가지고 있어 특히 피해가 컸던 무사 가문 주택을 포함하면 사망자는 1만명 이상일 것으로 추정된다.

### 화재 피해
지진 직후 30여 곳에서 불이 났으나 아침부터 가랑비가 내리고 미풍이 불었기 때문에 대규모로 화재가 번지지는 않았고 다음 날 오전 10시 경에는 전부 진화되었으나 대략 1.5km2 영역이 불에 탔다. 고기록 일부에서는 2.2km2로 기록되어 있는 자료도 있으나 재계산 결과 1.5km2 영역으로 파악되었다. 하타모토 및 오이에닌의 저택은 80% 넘게 소실되거나 지진으로 붕괴, 파손되는 피해를 입었다. 가메아리에서는 논밭에 작은 산이나 늪이 생기는 피해가 발생했으며 그 면적이 3만 섬에 달했다.

## 쓰나미
에도 지진으로 쓰나미가 일어났다는 기록은 존재하지 않지만, 지진의 진동으로 강이나 도랑의 물이 흔들리고 튀는 세이시 비슷한 현상은 여럿 기록되었다.

## 안세이의 대지진
안세이 시대에는 1854년 12월 23일에 안세이 도카이 지진(M8.4)이, 32시간 후인 12월 24일에는 안세이 난카이 지진(M8.4)이 발생하였으며 여기에 안세이 에도 지진을 더해 안세이 3대 지진이라 불린다. 이 외에 1854년 이가우에노 지진, 1858년 히에쓰 지진 등 안세이 연간 연달아 일어난 대지진을 묶어 안세이 대지진이라 일컫는다.
이들 지진은 가에이 연간에 일어난 지진이나 천재지변 및 궁궐 화재, 페리 원정 사건 등의 이유로 연호를 개원하여 1854년을 원년으로 안세이로 바꿨기 때문에 '안세이 지진'이라 불린다.

## 같이 보기
- 메이지 도쿄 지진
- 심발지진
- 에도의 화재